# Teoría LaaN

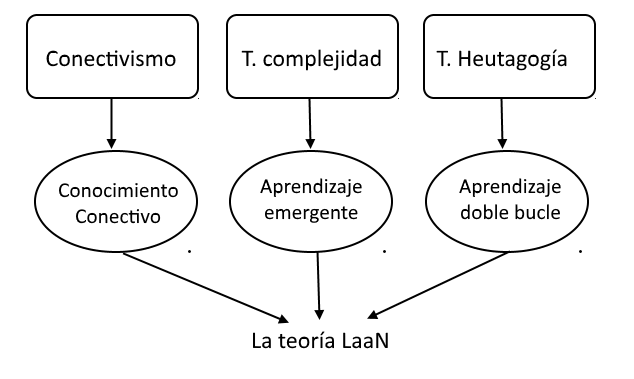
La teoría LaaN

La teoría LaaN (de las siglas en inglés Learning as a Network, «el aprendizaje como una red») pretende elaborar un fundamento teórico sobre el proceso de enseñanza-aprendizaje en el que se construya y enriquezca el propio entorno de aprendizaje personalizado (PLE). Para ello se basa en teorías como el conectivismo, la teoría de la complejidad y el concepto de aprendizaje de doble bucle (Chatti, Schroeder y Jarke, 2012 y Chatti, 2013).
La LaaN plantea un entorno donde el protagonista es el aprendiz que va creando su red personal de conocimiento (PKN) con el fin de formar una entidad compleja, adaptable, dinámica y abierta.
Esta teoría implica dos condiciones para el aprendiz:
1. Ser capaz de generar redes de conocimiento, sabiendo en todo momento localizar los nodos de conocimiento, agregar, navegar, aprender, conectar, cooperar, crear, fortalecer y ampliar conocimientos. También deben ayudar a otros a construir y extender sus redes.
2. Obtener beneficio del doble bucle, construyendo su propia representación, reflexionando, siendo autocrítico, indagando, detectando y corrigiendo errores.